# Landco
Landco – obszar niemunicypalny w Kern County, w Kalifornii (Stany Zjednoczone), na wysokości 122 m.